# Ménaságújfalu
Ménaságújfalu (románul Armășenii Noi) falu Romániában Hargita megyében.

## Fekvése
A falu Csíkszeredától 13 km-re keletre a Fiság és Tapolca-patakok találkozásánál keletkezett Csíkménaság lakosságának kirajzásából. Közigazgatásilag a 2 km-re délre levő Csíkszentgyörgyhöz tartozik.

## Története
A falu Csíkménaság lakóinak áttelepülésével keletkezett. A 17. században havaselvei menekültek települtek ide. 1707. október 8-án bátor lakosai papjuk vezetésével legyőzték a rájuk törő labancokat. Néhány hónap múlva Acton tábornok császári serege bosszút állt a falun. A faluban 1828-ban görögkatolikus templom épült. A trianoni békeszerződésig Csík vármegye Kászonalcsíki járásához tartozott.